# François de Langhe
François-Xavier De Langhe (Ieper, 3 december 1785 - Schaarbeek, 8 oktober 1853) was een Zuid-Nederlands en Belgisch politicus, die onder meer lid van het Nationaal Congres en senator werd.

## Levensloop
De Langhe stamde uit een familie die al twee eeuwen bestuurders leverde aan de stad en de kasselrij Ieper.
Hij behaalde zijn licentiaat in de rechten aan de École de Droit in Parijs en werd er tot auditeur bij de Raad van State benoemd. Tegen het einde van het keizerrijk werd hij onderprefect benoemd in Brugge, tot in 1814. In juni 1819 werd hij door de provinciale staten van West-Vlaanderen verkozen tot lid van de Tweede Kamer en bleef hierin zetelen tot aan de revolutie van 1830. Van huize uit liberaal en aanhanger van de Verlichte ideeën, sloot hij aan bij de unionistische coalitie met de 'klerikalen'. Zonder het omverwerpen van het regime te wensen, wilde hij hervormingen zien tot stand komen. In de Kamer begon hij kritisch te spreken en te stemmen, onder meer in verband met restrictieve wetgeving over de persvrijheid. Hij versterkte de contacten met onder meer Louis de Potter, Sylvain Van de Weyer, Adolphe Bartels, Jean-François Tielemans enz.

## Nationaal Congres
Toen de revolutie losbrak, spoedde hij zich naar Brussel om als raadgever van de revolutionairen op te treden. Hij bleef ook actief als Tweede kamerlid en maakte deel uit van de commissie die de julirevolutie in Parijs ging bestuderen, met de bedoeling er lessen uit te trekken. Hij trok zelfs nog met een delegatie van vijf parlementsleden mee naar Den Haag, met de hoop de koning tot hervormingen te bewegen.
Ondanks de grote invloed van de clerus in het arrondissement Ieper, werd De Langhe, hoewel liberaal, verkozen voor het Nationaal Congres. Hij liet er een vijftiental keren zijn stem horen in openbare zittingen. Zijn stemgedrag was als volgt: tegen het principe van onafhankelijkheid van de clerus, tegen de onbeperkte vrijheid van onderwijs, terughoudend voor de vrijheid van verenigen en vergaderen, oorspronkelijk was hij voor een senaat waarvan de leden benoemd werden door de uitvoerende macht.
Hij wilde ook tegen de eeuwigdurende uitsluiting van de Nassaus stemmen en klom op de tribune om zijn argumenten hieromtrent te ontwikkelen. Maar uiteindelijk stemde hij toch voor de uitsluiting, want de druk die hieromtrent van buitenaf op het Congres werd uitgeoefend, vond hij onaanvaardbaar. Toen voor een kandidaat-koning moest gekozen worden, protesteerde hij tegen de druk die vanuit Frankrijk werd uitgeoefend opdat men zeker niet voor de hertog van Leuchtenberg zou stemmen. Dit was voor hem voldoende, deelde hij mee, om wél voor die kandidaat te stemmen. Wanneer het dan toch zo uitviel dat een meerderheid zich voor de hertog van Nemours uitsprak, nam hij 's anderendaags ontslag, met het excuus dat hij te veel werk had in zijn persoonlijke bezigheden. Hij werd opgevolgd door Félix Struye-Provoost.
De Langhe bleef vervolgens buiten de politieke actie, tot hij in 1836 verkozen werd als gemeenteraadslid van Ieper (tot 1842) en als volksvertegenwoordiger (van 1837 tot in 1841). In 1849 koesterde hij de ambitie naar de Kamer terug te keren, maar hij werd niet verkozen.